# Garland (Utah)
Garland je město v okresu Box Elder County ve státě Utah ve Spojených státech amerických. K roku 2010 zde žilo 2 400 obyvatel. S celkovou rozlohou 4,6 km² byla hustota zalidnění 423,8 obyvatel na km².